# 金融街 (香港)
金融街（きんゆうがい、英語: Finance Street）は、香港の街路。香港島中環北部にあり、東端は民耀街、西端は民照街および民吉街に連絡している。香港で2場目に高いビルである国際金融中心二期にちなんで名づけられた。
金融街の北側は、中環湾仔繞道への出入り口の場所を確保するために空き地となっている。加えて香港トラム中環湾仔填海区電車支線の軌道設置も予定されている。現在、この空き地は芝生となっている。2009年、空き地の芝生は公有地となり、コミュニティ活動を目的とした非営利団体に1香港ドルで貸し出した。また同年8月、現代美術の彫刻展「中環海旁雕塑展2009」が開催された。

## 近隣スポット
- 国際金融中心二期
- 中環碼頭バスターミナル
- 香港四季酒店